# Robert Ferguson (Basketballspieler)
Robert Lavon Ferguson (* 18. März 1985 in Cape Coral, Florida) ist ein ehemaliger US-amerikanischer Basketballspieler.

## Laufbahn

### Spieler
Ferguson spielte Basketball an der Mariner High School in seiner Geburtsstadt Cape Coral (US-Bundesstaat Florida) und schrieb sich 2003 an der Saint Joseph’s University im Bundesstaat Pennsylvania ein. In der Saison 2003/04 nahm er nicht am Spielbetrieb der dortigen Basketballmannschaft teil und stand ab 2004 im Kader. Als er die Hochschule 2008 verließ, war er derjenige Spieler, der in der Geschichte von Saint Joseph’s Basketballmannschaft die meisten Partien (135) absolviert hatte und rangierte in der „ewigen Korbjägerliste“ der Uni mit 1258 erzielten Punkten seinerzeit an 26. Stelle. In seinem Abschlussjahr 2007/08 wurde Ferguson mit einem Preis für vorbildlichen Sportsgeist ausgezeichnet („Harry Merrill Sportsmanship Award“).
In seiner ersten Saison als Berufsspieler stand Ferguson 2009/10 bei den Giants Nördlingen aus der deutschen 2. Bundesliga ProA unter Vertrag und erzielte im Schnitt 14,4 Punkte sowie 7,6 Rebounds pro Begegnung. Die Saison 2010/11 begann er beim uruguayischen Erstligisten Defensor Sporting, ehe er im November 2010 nach Deutschland zurückkehrte und bei den Crailsheim Merlins in der ProA anheuerte. Mit 7,9 Punkten und 3,4 Rebounds pro Spiel lagen seine Mittelwert klar unter denen seiner ersten Saison in Deutschland.
2011 lief Ferguson erneut für Defensor aus Uruguays Hauptstadt Montevideo auf, im Dezember 2011 wechselte er zum isländischen Erstligaverein KR Reykjavík, wo er bis zum Saisonende unter Vertrag stand und mit dem er das Halbfinale der Playoffs erreichte.
2012/13 erzielte er im Schnitt 5,8 Punkte und 4,5 Rebounds pro Spiel für den SC Rasta Vechta und wurde mit den Niedersachsen Meister der ProA. In der nachfolgenden Saison 2013/14 stand er in Diensten eines weiteren deutschen Zweitligisten, der BG Karlsruhe, und erzielte bis Januar 2014 in zwölf Einsätzen im Schnitt 11,3 Punkte sowie 4,6 Rebounds. Er fiel dann mit Knieproblemen aus, die später eine Operation nötig machten. Die Karlsruher Mannschaft stieg am Saisonende aus der ProA ab.
Zur Saison 2014/15 wurde er von den Hamburg Towers (ebenfalls ProA) unter Vertrag genommen und war somit Mitglied des ersten Kaders der Vereinsgeschichte der Hanseaten. Er wirkte in Hamburg als Mannschaftskapitän und machte sich als erfahrener Führungsspieler mit einem Händchen für spielentscheidende Treffer einen Namen. Ferguson verließ die Hamburger nach der Saison 2016/17 und wechselte innerhalb der 2. Bundesliga ProA zum 1. FC Baunach. Im Juni 2018 beendete er seine Profilaufbahn aufgrund von Kniebeschwerden und spielte anschließend bis 2022 noch im Amateurbereich beim Regionalligisten TTL Bamberg.

### Trainer
Bei den Bambergern war er von September 2023 bis Mitte November 2024 dann als Trainer der Herrenmannschaft (Regionalliga) tätig.